# Emily Whitlock
Emily Whitlock, née le 15 février 1994 à Macclesfield, est une joueuse professionnelle de squash qui représente l'Angleterre de 2008 à 2020 puis le Pays de Galles,. Elle atteint la 12e place mondiale en octobre 2017, son meilleur classement.
C'est la fille de Phil Whitlock, ancien no 8 mondial.

## Biographie
Ses parents achètent un centre de squash lorsqu'elle est âgée de deux ans. Elle commence à jouer vers 8-9 ans, s'inspirant de son père et entraîneur Phil Whitlock joueur professionnel de squash.
Elle s'affirme comme une junior brillante, remportant le British Junior Open, championnat du monde officieux, en moins de 17 ans et moins de 19 ans.
Après avoir fortement progressé au classement mondial, elle gagne successivement trois titres au début de l'année 2012 avant de récidiver à la fin de la même année.
Cinq titres suivent en 2013 et 2014 avant qu'elle ne gagne son premier PSA Challenger 15 en mai 2015.
Grâce à ces performances, elle rejoint le top 20 au classement du mois suivant.
En octobre 2017, elle fait sensation en annonçant son intention de ne pas participer au PSA Masters en Arabie Saoudite, tournoi très richement doté de 165 000 $, pour protester de la condition des femmes dans ce pays. Après un début de saison 2018-2019 décevant, elle enchaîne les bons résultats  en février 2019 et atteint la finale des Championnats britanniques après une victoire face à Alison Waters.

## Palmarès

### Titres
- Championnats d'Europe par équipes : 2017
- Championnats d'Europe junior : 2 titres (2011, 2012)

### Finales
- Monte-Carlo Squash Classic: 2023
- Championnats britanniques : 2019
- Open international de Nantes : 2018